# مسجد صاحب الأمر
مسجد صاحب الأمر (بالفارسية: مسجد صاحب الامر -Masjid-e Sāheb ol Amr)، هو يقع على الجانب الشرقي من ميدان Saaheb Aabaad في تبريز، إيران. بني المسجد في بداية عام 1636 وله تاريخ في عمليات التلف والترميم. وترجع سبب تسمية المسجد بهذا الاسم صاحب الأمر، أنه أحد ألقاب الإمام المهدي.

## معرض صور

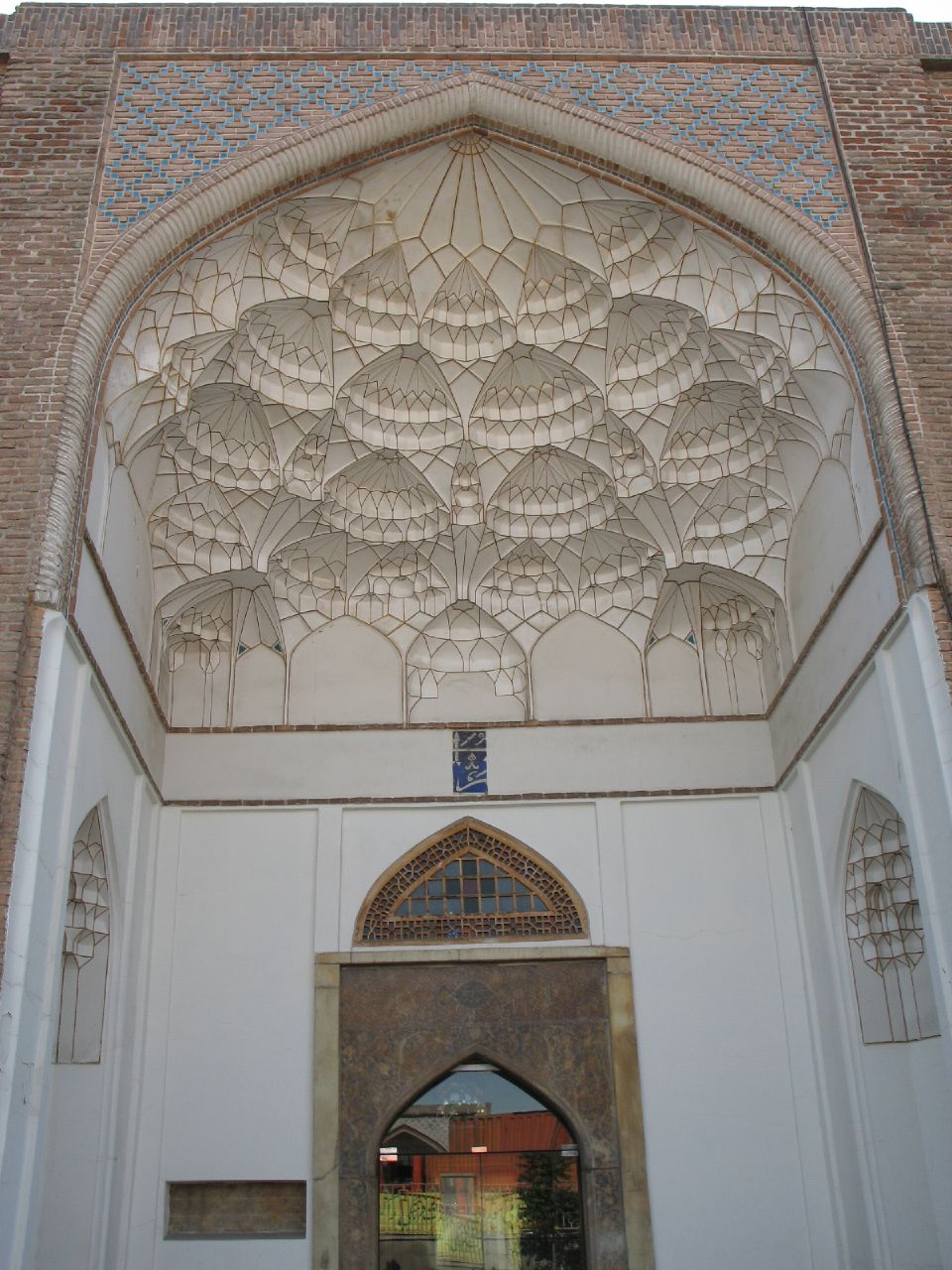
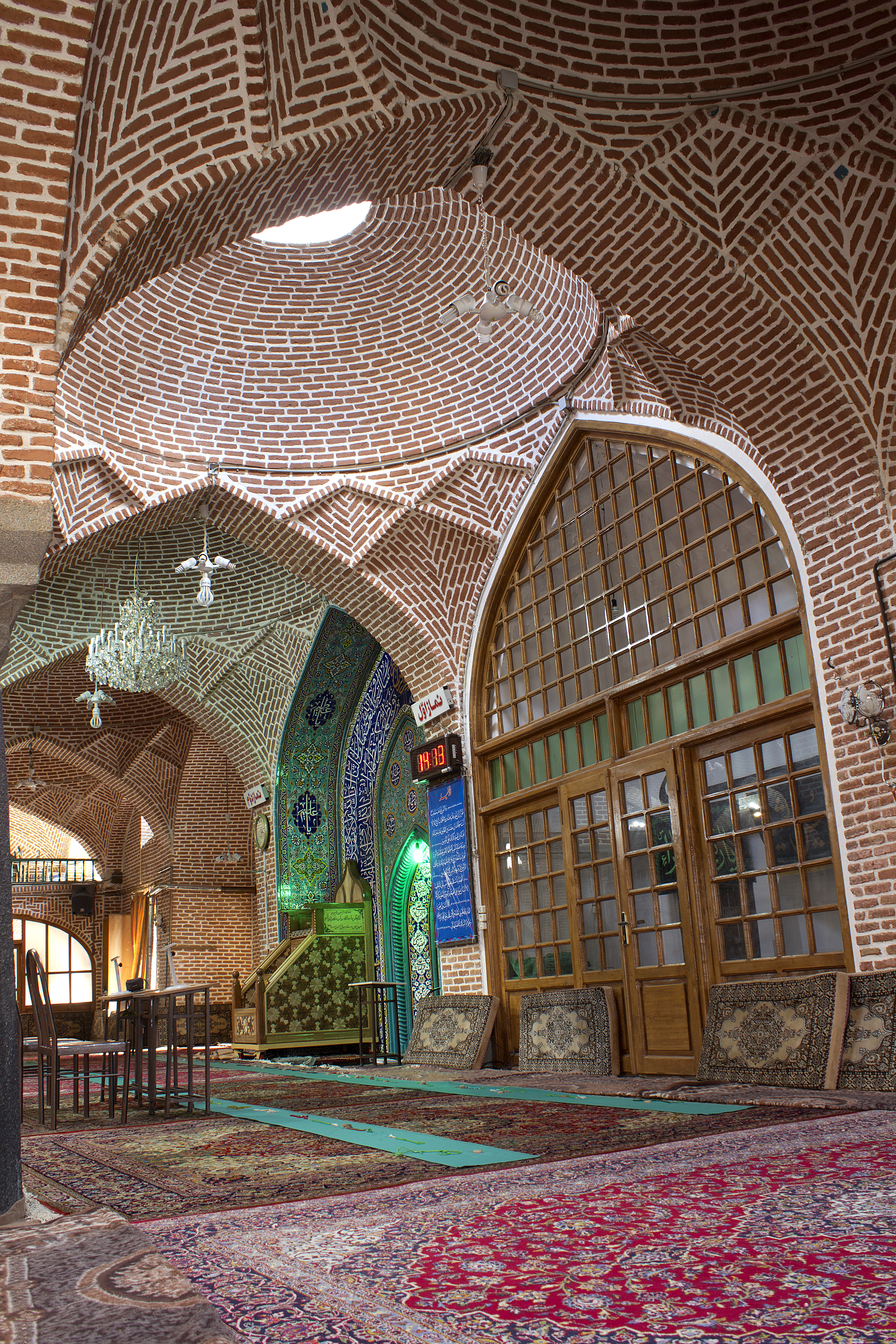
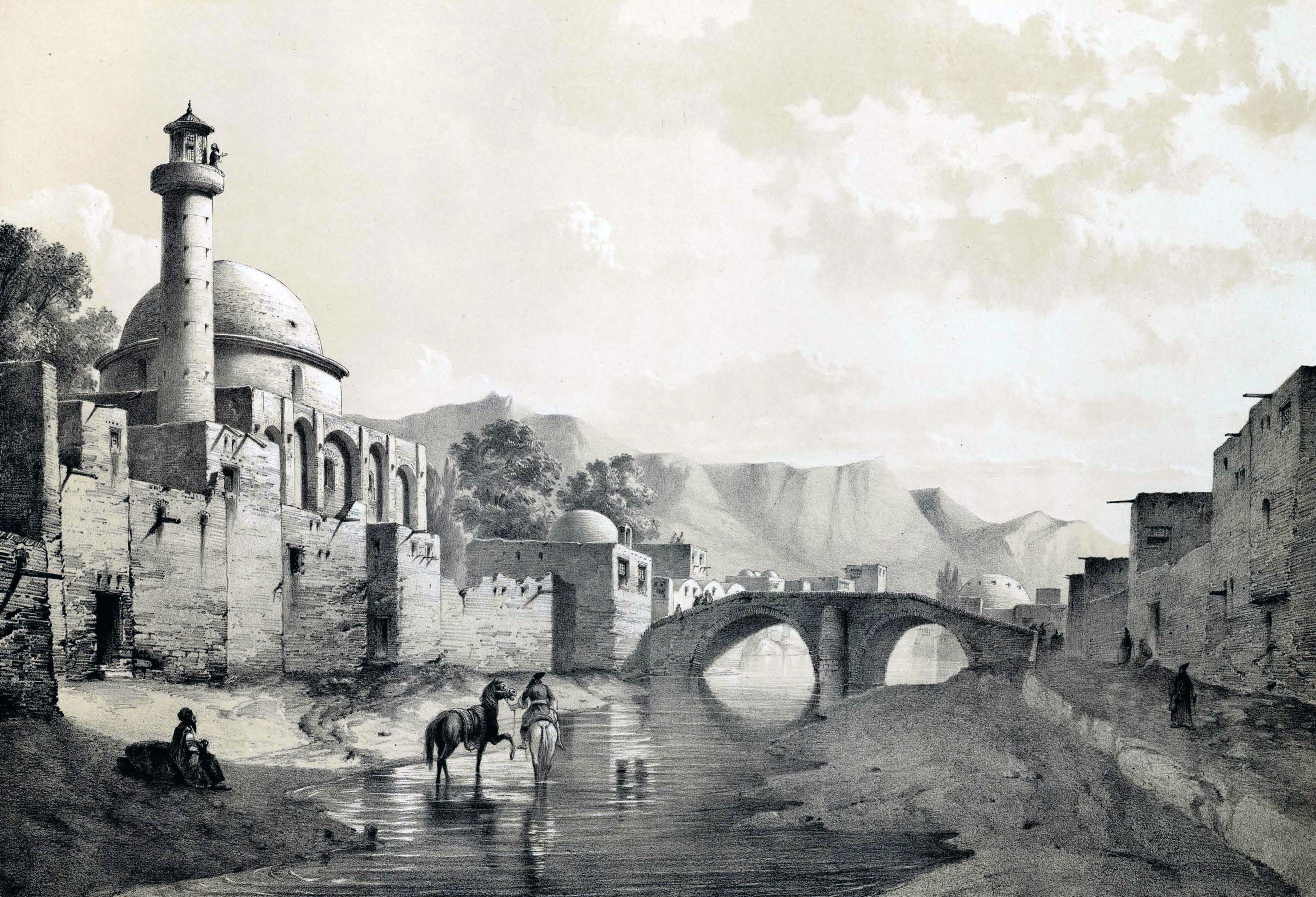